# Список канадских провинций и территорий
Ниже представлен спи́сок кана́дских прови́нций и террито́рий в алфавитном порядке.
| Флаг | Провинция                  | Столица     | Вхождение в Конфедерацию | Стандартный часовой пояс (UTC)                | Регион                          |
| ---- | -------------------------- | ----------- | ------------------------ | --------------------------------------------- | ------------------------------- |
|      | Альберта                   | Эдмонтон    | 1905                     | −7 (Горный)                                   | Канадский Запад, Прерии         |
|      | Британская Колумбия        | Виктория    | 1871                     | −8 (Тихоокеанский), −7 (Горный)               | Канадский Запад, Тихоокеанский  |
|      | Квебек                     | Квебек      | 1867                     | −5 (Восточный) −4 (Острова Мадлен)            | Центр, Восток                   |
|      | Манитоба                   | Виннипег    | 1870                     | −6 (Центральный)                              | Канадский Запад, Прерии         |
|      | Новая Шотландия            | Галифакс    | 1867                     | −4 (Атлантический)                            | Побережье, Атлантическая Канада |
|      | Нунавут                    | Икалуит     | 1999                     | −7 (Горный), −6 (Центральный), −5 (Восточный) | Север, или Канадская Арктика    |
|      | Нью-Брансуик               | Фредериктон | 1867                     | −4 (Атлантический)                            | Побережье, Атлантическая Канада |
|      | Ньюфаундленд и Лабрадор    | Сент-Джонс  | 1949                     | −4 (Атлантический), −3,5 (Ньюфаундленд)       | Атлантическая Канада            |
|      | Онтарио                    | Торонто     | 1867                     | −6 (Центральный), −5 (Восточный)              | Центр, Восток                   |
|      | Остров Принца Эдуарда      | Шарлоттаун  | 1873                     | −4 (Атлантический)                            | Побережье, Атлантическая Канада |
|      | Саскачеван                 | Реджайна    | 1905                     | −7 (Горный), −6 (Центральный)                 | Канадский Запад, Прерии         |
|      | Северо-Западные территории | Йеллоунайф  | 1870                     | −7 (Горный)                                   | Север, или Канадская Арктика    |
|      | Юкон                       | Уайтхорс    | 1898                     | −8 (Тихоокеанский)                            | Север, или Канадская Арктика    |